# Kuolleet lehdet
Kuolleet lehdet er en film fra 2023 af Aki Kaurismäki.

## Medvirkende
- Alma Pöysti som Ansa
- Jussi Vatanen som Holappa
- Janne Hyytiäinen som Huotari
- Nuppu Koivu som Liisa
- Matti Onnismaa
- Simon Al-Bazoon
- Martti Suosalo
- Alma-Koira